# George Sutherland-Leveson-Gower (2e duc de Sutherland)
Pour les articles homonymes, voir George Sutherland-Leveson-Gower.
George Granville Sutherland-Leveson-Gower, 2e duc de Sutherland, (8 août 1786 – 27 février 1861), connu en tant que vicomte de Trentham jusqu'à 1803, comte Gower entre 1803 et 1833 et marquis de Stafford en 1833, est un homme politique britannique Whig et un pair de la famille Leveson-Gower.

## Biographie
Né à Portland Place, Londres, il est le fils ainé de George Leveson-Gower (1er duc de Sutherland), et de sa femme, Elizabeth Gordon, comtesse de jure de Sutherland.
Ses grands-parents paternels sont Granville Leveson-Gower, 1er marquis de Stafford, et sa femme, Louisa Egerton. Ses grands-parents maternels sont William Sutherland, 18e comte de Sutherland, et sa femme, Mary Maxwell.
Il est député de St. Mawes, Cornouailles, en 1808. En 1812, il passe à Newcastle-Under-Lyme, dans l'arrondissement de Staffordshire, jusqu'en 1815, date à laquelle il devient l'un des députés du comté de Staffordshire, siégeant jusqu'en 1820. Il est également Lord Lieutenant pour le comté de Sutherland de 1831 jusqu'à sa mort, est nommé haut commissaire de l'arrondissement de Stafford en 1833 et est Lord lieutenant de Shropshire de 1839 à 1845.
Il est fait Chevalier de l'Ordre de la Jarretière en 1841.

## Mariage et descendance
Le 28 mai 1823, il épouse Harriet Sutherland-Leveson-Gower, fille de John Churchill (1er duc de Marlborough) et Georgiana Dorothy Cavendish et ont onze enfants :
- Elizabeth Campbell, duchesse d'Argyll (30 mai 1824 – 25 mai 1878), épouse George Campbell (8e duc d'Argyll).
- Evelyn Leveson-Gower (8 août 1825 – 24 novembre 1869), épouse Charles Walter Stuart.
- Caroline Leveson-Gower (15 avril 1827 – 13 mai 1887), épouse Charles FitzGerald (4e duc de Leinster).
- George Sutherland-Leveson-Gower (3e duc de Sutherland) (19 décembre 1828 – 22 septembre 1892)
- Blanche Julia Sutherland-Leveson-Gower (26 juin 1830 – 24 février 1832)
- Frederick George Leveson-Gower (11 novembre 1832 – 6 octobre 1854)
- Constance Leveson-Gower (plus tard Sutherland-Leveson-Gower en 1841; 16 juin 1834 – 19 décembre 1880), épouse Hugh Grosvenor, 1er Duc de Westminster.
- Victoria Sutherland-Leveson-Gower (16 mai 1838 – 19 juin 1839)
- Albert (21 novembre 1843–1874), épouse Grace Abdy.
- Ronald Gower (2 août 1845 – 9 mars 1916)
- Alexandrina Sutherland-Leveson-Gower (3 février 1848 – 21 juin 1849)